# CoCo (組合)
CoCo（日語：ココ），1989年從富士電視台電視節目《Paradise GoGo!!》內的乙女塾誕生的日本女子偶像團體。1994年解散。

## 成員
- 宮前真樹（日語：宮前 真樹／みやまえ まき）—乙女塾（日语：乙女塾 (フジテレビ)）1期成員
- 羽田惠理香（日語：羽田 惠理香／はねだ えりか）—乙女塾1期成員
- 瀨能梓（日語：瀬能 あづさ／せのう あづさ）—乙女塾2期成員。1992年5月17日在日本武道館舉行最後一場演出後單飛。
- 三浦理惠子（日語：三浦 理恵子／みうら りえこ）—乙女塾2期成員
- 大野幹代（日語：大野 幹代／おおの みきよ）—乙女塾1期成員

## 來歷
1989年9月，她們以富士電視台的電視節目《Paradise GoGo!!》中的偶像訓練課程「乙女塾」中的歌曲《EQUAL羅曼史》首次亮相。此後，包括《橫濱Boy Style》在內的11首歌曲連續進入前10名，從第3張單曲《夏天的朋友》到《新聞般的未來》，4首連續進入前3名。
同樣從富士電視台的晚間節目中誕生的「小貓俱樂部」解散後，直到被稱為「偶像的冬季時代」的1990年代初期，CoCo發布了銷量穩定的新歌，並持續舉辦個人演唱會巡迴演出直到解散。此外，每位成員都陸續推出個人CD出道，同時展開活動。此外，除了《Paradise GoGo!!》和《週刊活力天國》作為乙女塾的常駐節目外，在無線電視中沒有常駐的電視節目。
1992年5月17日，作為CoCo核心成員的瀨能梓希望專注於個人事業，在日本武道館舉行的演唱會結束後單飛。當時有補充新成員的計劃，雖然向粉絲俱樂部會員發送了申請指南和申請表，但成員補充最終成為一張白紙，之後4人繼續活動，直到1994年9月30日解散。（瀨能從那之後在電視節目和演唱會上作為嘉賓出席合作）
從那以後，作為難得有在音樂節目中出現的機會的主要偶像，在狂熱粉絲的支持下繼續定期公演。1993年秋天，在NHKBS2首播的《Idol on Stage》中，CoCo被選為唯一與傑尼斯事務所成員一起CD出道的常駐女子組合。在同一個節目中，仍有機會獻唱各式各樣的歌曲，包括過去發行的歌曲、混合曲和翻唱歌曲。除了有談話單元外，還在最後的演唱會特集和最後的演出中演唱了一段特別的混合曲。
1994年4月12日，於新聞記者會上宣布解散。當天晚上，CoCo在負責的節目及從以前作為嘉賓出現的（日本放送）的直播中談到了感受。最後一場演唱會於8月21日在東京灣NK大廳舉行。解散當天，CoCo出席本身長期常駐的節目《入江正人的Go！Go！Telekids》（日本放送），終了之後每位成員都在玄關處等候向粉絲致意。三浦理惠子在組合解散後一直在尾木Production工作很長一段時間，其餘3名成員在幾年後轉移到其它的經紀公司。
即使組合解散後，每個成員都繼續演藝活動，但最後的4名成員也從沒有一起公開露面。

## 逸事
- 5人時期在電視上唱歌的時候，有很多不同顏色的服裝，但似乎並沒有明確決定誰會穿這種顏色。因此，成員們每次穿不同顏色的情況並不少見，比如光GENJI和SMAP在扮演音松君時，無法確立每位成員的形象顏色（日语：コーポレートカラー）。但是，宮前（紅  ）、羽田（綠  ）、瀨能（藍  ）、三浦（粉紅  ）、大野（黃  ）的圖案比較常見，尤其是在單曲《小小的誘惑》發售前後，該圖案逐漸確立為形象顏色[5]。不過在接下來的作品《Live Version》雖然準備了三種服裝，但使用頻率最高的服裝是瀨能（黑  ）、三浦（藍  ）（其他3人都沒有更動），而且長期下來都沒有固定的顏色[6]。
- 該團體本身沒有領導者，但最年長的宮前和羽田各自發揮了領導作用。2人主要負責演唱會等主持的工作，羽田主要負責代表該組合在歌唱節目上進行發言，宮前主要負責向成員們解釋演唱會的安排。在雜誌的採訪中，第一個發言的成員是宮前或羽田[7]。
- 在電視上演唱歌曲時，基本上瀨能站負責中間，CD封套上她也經常出現在中央。於是，「CoCo的王牌是瀨能梓」的形象就滲透了很多粉絲[6]。
- 在《BOMB（日语：BOMB）》中直到解散為止以每半年一次的速度出現在頁首。而且創下7次的新記錄。1992年在個人活動充實的時候，成為了一年五次的CoCo成員。
- CoCo是1980年代末期出道的組合，由於當時有很多追隨潮流的偶像粉絲，因此眾所周知，在演唱會（和一些公開節目）上每位成員的「呼聲」和歡呼聲都非常激烈（即後來所謂的「御宅藝」）。
- 瀨能從CoCo畢業後，成員們對「成員補充計劃」感到驚訝。在紀念寫真集可以看到宮前在書中述說她們4個人哭著表達抗議。
- 經證實，宮前、大野、三浦即使在解散後仍然還是朋友，此外，三浦和宮前經常在彼此的部落格上上傳照片[8]。
- 其中一些已在MEG-CD（日语：MEG-CD）上再版，但在銷售網站的藝人歌手列表中，「偶像組合」被添加到括號中。這是因為，1983年有一個同名男性民謠二重唱[注 1]活躍，並且介紹了該組合唯一一張也被再版的專輯（鏈接到日本古倫美亞的CD點播頁面。裡面沒有註釋藝人歌手的名字）。
- 解散後，除了發行紀念CD等外，沒有任何團體活動，但在2019年9月30日（與解散同一天），舉辦了名為「CoCo30週年慶祝派對」（在東京Culture Culture) 的活動。負責作詞的及川眠子講解了當時的情節，宮前也作為嘉賓登場。

## 音樂作品

### 單曲
| No. | 單曲名稱（日文原名）                | 發行日期       | 最高排名 | 樂曲製作                                         | 備註                                                                                         |
| --- | ----------------------------------- | -------------- | -------- | ------------------------------------------------ | -------------------------------------------------------------------------------------------- |
| 1   | EQUAL羅曼史（）                     | 1989年9月6日   | 第7名    | 作詞：及川眠子 作曲：山口美央子 編曲：中村哲     | 電視動畫《亂馬½》片尾主題曲 富士電視台活動廣告歌曲 1991年被《亂馬½》DoCo、2003年被Prière翻唱 |
| 1   | EQUAL羅曼史（）                     | 1989年9月6日   | 第7名    | 作詞：及川眠子 作曲：山口美央子 編曲：中村哲     | c/w                                                                                          |
| 2   | 二分之一不可思議（）                | 1990年1月24日  | 第4名    | 作詞：及川眠子 作曲：岩田雅之 編曲：有賀啓雄     | 自身最大銷售作品 並入選日本電視台系列《歌曲十佳》 2011年被中川翔子翻唱                       |
| 2   | 二分之一不可思議（）                | 1990年1月24日  | 第4名    | 作詞：及川眠子 作曲：岩田雅之 編曲：有賀啓雄     | c/w                                                                                          |
| 3   | 夏天的朋友/滿滿的回憶（）           | 1990年5月17日  | 第3名    | 作詞：和泉由香里 作曲：山口美央子 編曲：龜田誠治 | 「夏天的朋友」 富士電視台系列《鶴太郎的騷亂搞笑》片尾主題曲                                  |
| 3   | 夏天的朋友/滿滿的回憶（）           | 1990年5月17日  | 第3名    | 作詞：和泉由香里 作曲：山口美央子 編曲：龜田誠治 | 「滿滿的回憶」 動畫《亂馬½ 熱鬥篇》片頭主題曲 與出道曲同樣1991年被DoCo翻唱                   |
| 4   | 小小的誘惑（）                      | 1990年9月5日   | 第3名    | 作詞：及川眠子 作曲：都志見隆 編曲：中村哲       | 富士電視台系列《鶴太郎的騷亂搞笑》片尾主題曲                                                 |
| 4   | 小小的誘惑（）                      | 1990年9月5日   | 第3名    | 作詞：及川眠子 作曲：都志見隆 編曲：中村哲       | c/w                                                                                          |
| 5   | Live Version                        | 1991年1月1日   | 第3名    | 作詞：田口俊 作曲：都志見隆 編曲：中村哲         | 結合家庭音樂的舞曲                                                                           |
| 5   | Live Version                        | 1991年1月1日   | 第3名    | 作詞：田口俊 作曲：都志見隆 編曲：中村哲         | c/w                                                                                          |
| 6   | 新聞般的未來（）                    | 1991年4月10日  | 第3名    | 作詞：及川眠子 作曲：羽田一郎 編曲：羽田一郎     | 受世界情勢啟發的歌曲                                                                         |
| 6   | 新聞般的未來（）                    | 1991年4月10日  | 第3名    | 作詞：及川眠子 作曲：羽田一郎 編曲：羽田一郎     | c/w 演唱會主打                                                                               |
| 7   | 無敵的Only You（）                  | 1991年7月31日  | 第4名    | 作詞：及川眠子 作曲：羽田一郎 編曲：有賀啓雄     | 太陽石油廣告歌曲                                                                             |
| 7   | 無敵的Only You（）                  | 1991年7月31日  | 第4名    | 作詞：及川眠子 作曲：羽田一郎 編曲：有賀啓雄     | c/w 明星創刊40週年紀念招募歌                                                                 |
| 8   | 只是正做著夢而已（）                | 1991年12月4日  | 第7名    | 作詞：森本抄夜子 作曲：朝倉紀幸 編曲：十川知司   | 同名視頻僅在演唱會場地出售                                                                   |
| 8   | 只是正做著夢而已（）                | 1991年12月4日  | 第7名    | 作詞：森本抄夜子 作曲：朝倉紀幸 編曲：十川知司   | c/w                                                                                          |
| 9   | 所以別叫我流淚（）                  | 1992年4月17日  | 第7名    | 作詞：森本抄夜子 作曲：羽田一郎 編曲：龜田誠治   | 瀨能單飛前的最後作品 作為5人CoCo的最後單曲                                                   |
| 9   | 所以別叫我流淚（）                  | 1992年4月17日  | 第7名    | 作詞：森本抄夜子 作曲：羽田一郎 編曲：龜田誠治   | c/w                                                                                          |
| 10  | 夏空夢想家（）                      | 1992年8月5日   | 第9名    | 作詞：森本抄夜子 作曲：朝倉紀幸 編曲：龜田誠治   | 瀨能單飛後的首張單曲                                                                         |
| 10  | 夏空夢想家（）                      | 1992年8月5日   | 第9名    | 作詞：森本抄夜子 作曲：朝倉紀幸 編曲：龜田誠治   | c/w                                                                                          |
| 11  | 橫濱Boy Style（）                   | 1992年11月20日 | 第10名   | 作詞：及川眠子 作曲：後藤次利 編曲：後藤次利     | 職業棒球橫濱海灣之星形象歌曲                                                                 |
| 11  | 橫濱Boy Style（）                   | 1992年11月20日 | 第10名   | 作詞：及川眠子 作曲：後藤次利 編曲：後藤次利     | c/w WINNING 上面球隊的應援歌 現在也作為應援歌在球場內傳唱。                                  |
| 12  | 邁出一小步（）                      | 1993年4月21日  | 第20名   | 作詞：森本抄夜子 作曲：朝倉紀幸 編曲：澤近泰輔   | 「」的下一首正能量歌曲                                                                       |
| 12  | 邁出一小步（）                      | 1993年4月21日  | 第20名   | 作詞：森本抄夜子 作曲：朝倉紀幸 編曲：澤近泰輔   | c/w                                                                                          |
| 13  | 愛情的十字路口（）                  | 1993年11月3日  | 第37名   | 作詞：及川眠子 作曲：川上明彥 編曲：龜田誠治     | 一首融合了1970年代情調的歌曲                                                                 |
| 13  | 愛情的十字路口（）                  | 1993年11月3日  | 第37名   | 作詞：及川眠子 作曲：川上明彥 編曲：龜田誠治     | c/w                                                                                          |
| 14  | You're my treasure ～遙遠的承諾（） | 1994年7月6日   | 第17名   | 作詞：森本抄夜子 作曲：羽田一郎 編曲：龜田誠治   | 解散前最後一張單曲                                                                           |
| 14  | You're my treasure ～遙遠的承諾（） | 1994年7月6日   | 第17名   | 作詞：森本抄夜子 作曲：羽田一郎 編曲：龜田誠治   | c/w                                                                                          |

### 專輯
- 原創專輯統一以“s”開頭單詞統一。

| 枚數 | 專輯名稱（日文原名）      | 發行日期       | 最高排名 | 備註 |
| ---- | ------------------------- | -------------- | -------- | --- |
| 1st  | Strawberry                | 1990年3月14日  | 第2名    | |
| 2nd  | Snow Garden               | 1990年11月7日  | 第5名    | 冬季主題迷你專輯                                                                                            |
| 3rd  | STRAIGHT                  | 1991年3月21日  | 第9名    | |
| 精選 | CoCo第一！（）            | 1991年7月10日  | 第12名   | 至《新聞般的未來》為止所有單曲的精選合輯                                                                    |
| 4th  | Share                     | 1992年3月25日  | 第13名   | 每位成員的個人歌曲都收錄在這張專輯中                                                                        |
| 5th  | Sylph                     | 1992年12月16日 | 第29名   | 作為4人組合的第一張專輯                                                                                     |
| 精選 | CoCo個人精選（）          | 1993年8月20日  | 第22名   | 各成員獨唱曲集                                                                                              |
| 企劃 | (featuring CoCo)          | 1993年8月20日  | 第46名   | 來自富士電視台《UGO UGO LHUGA》                                                                             |
| 6th  | Sweet & Bitter            | 1994年7月21日  | 第28名   | 解散前最後一張原創專輯                                                                                      |
| 精選 | Singles                   | 1994年8月3日   | 第29名   | 包含所有單曲的精選合輯                                                                                      |
| 精選 | 我的精選輯！CoCo精選（）  | 2001年11月21日 |          | 音源重製精選合輯                                                                                            |
| 企劃 | STRAIGHT＋單曲精選輯（）  | 2008年7月16日  |          | 第3張專輯追加8首單曲的再版企劃版本                                                                          |
| 精選 | CoCo☆歌之大百科其1（）    | 2008年9月3日   | 第293名  | 以五十音順收錄的CoCo所有歌曲（53首）的3枚組 數位修復版（DSD Mastering&SNS）                                 |
| 精選 | CoCo☆歌之大百科其1（）    | 2008年9月3日   | 第293名  | 包括72頁的豪華小冊子                                                                                        |
| 精選 | CoCo☆歌之大百科其2（）    | 2008年9月3日   | 第300名  | 包括17首獨唱歌曲和與專輯不同版本 附DVD收錄所有單曲的演唱會影像及3首歌曲的PV 數位修復版（DSD Mastering&SNS） |
| 精選 | CoCo☆歌之大百科其2（）    | 2008年9月3日   | 第300名  | 包括48頁的豪華小冊子 以及全彩32頁的封套畫廊書                                                               |
| 精選 | 我的精選輯！Lite CoCo（） | 2010年4月21日  |          | 所有單曲均採用重製音源錄製                                                                                  |

### 影像作品
除了DVD作品外，全部以VHS和LD的形式發行。
| 影像名稱                                      | 發行日期       | 備註 |
| --------------------------------------------- | -------------- | --- |
| WAIIHA de CoCo                                | 1990年3月8日   | 在夏威夷拍攝的形象視頻，背景配樂使用第一張專輯的歌曲。                                                   |
| HEART-TO-HEART                                | 1990年6月21日  | 首場演唱會現場模樣                                                                                       |
|                                               | 1991年5月29日  | |
|                                               | 1992年         | 戲劇作品，未向公眾發行，僅在演唱會會場和FC限量銷售                                                       |
|                                               | 1992年8月21日  | 在日本武道館舉辦的瀨能畢業公演                                                                           |
| CoCo夏'92 CONCERT TOUR                        | 1992年11月20日 | 與單曲《橫濱Boy Style》同日發行，首次4人巡迴演唱會 以三浦和瀨能的獨唱表演作為《TOGETHER》3枚一組形式發佈 |
|                                               | 1993年9月17日  | 故事剪裁的形象作品                                                                                       |
|                                               | 1993年12月1日  | 演唱會和視頻剪輯「橫濱Boy Style」、「愛情的十字路口」                                                    |
| THE CoCo COLLECTION -FIRST & LAST VIDEO CLIPS | 1994年7月21日  | 與最後一張專輯《Sweet & Bitter》同日發行 唯一的視頻剪輯集，包括同一專輯中歌曲的每個獨唱歌曲              |
| CoCo Forever                                  | 1994年11月18日 | 包括最後一場演唱會的最後演出                                                                             |
| Legend                                        | 1995年10月5日  | 以演唱會影像、各單曲演唱現場和解散當天最後的問候為中心                                                   |
| CoCo SPECIAL DVD-BOX                          | 2009年9月16日  | 將迄今已向公眾出售的所有視頻作品作為DVD合集發行                                                          |

### 其它
有兩首歌經常在演唱會上被演唱，儘管下面兩項沒有被錄製成單曲或專輯。但都被谷山浩子的NHK《大家的歌》所使用。
- （原曲收錄於谷山浩子的專輯《飛翔星期天（日语：空飛ぶ日曜日）》中）
- 尾巴的感覺（日语：しっぽのきもち）（原曲收錄於谷山浩子的專輯《尾巴的感覺》中）

## 演出

### 電視節目
- Paradise GoGo!!（日语：パラダイスGoGo!!）（富士電視台） 1989年4月—1990年3月
- 週刊活力天國（日语：週刊スタミナ天国）（富士電視台） 1990年4月— ※（包含獨唱）
- Idol on Stage（日语：アイドルオンステージ）（第1期）（NHKBS2） 1993年10月—1994年9月
- 乙女塾專科（富士電視台） 1990年7月—1991年3月
- THE HOP（富士電視台） 1991年4月—1992年3月
- 心跳不已！泳裝讓你看個夠！美女如雲的水上大會（日语：アイドル水泳大会#ドキッ!丸ごと水着!女だらけの水泳大会）（富士電視台）
- 全明星感謝祭'93 超豪華！猜謎最終版今年春天等待特大號（TBS） 1993年4月3日
- 全明星感謝祭'93 超豪華！猜謎最終版今年秋天等待特大號（TBS） 1993年10月9日
- 突然綜藝速報!! COUNT DOWN100（日语：突然バラエティー速報!!COUNT DOWN100）（TBS） 1992年10月—12月

### 廣播節目
- CoCo的夢想調色盤（日语：CoCo5カラットのロマンス）（文化放送）
- CoCo5克拉浪漫（日语：CoCo5カラットのロマンス）（文化放送）
- CoCo Stay with Dream（日语：CoCo5カラットのロマンス）（文化放送）
- 齊藤一美的TONKATSU WIDE（日语：斉藤一美のとんカツワイド）（文化放送）
- CoCo愛是一場大驚小怪（日语：CoCo恋は大騒ぎ）（日本放送）
- 粉色仙境CoCo第一（日语：CoCo恋は大騒ぎ）（日本放送）
- CoCo的All Night Nippon（日本放送） 1993年2月13日
- Radio THIS（日语：Radio THIS）（MBS電台）

作為嘉賓常出現在文化放送《TOYOTA SUPER COUNTDOWN 50》和日本放送的新歌時間。

### 廣告
- 富士電視台夏季活動 1989年
- 森永製 飲料「Cola Cao」 1990年秋
- 森永製 1991年春～
- Cocostore（日语：ココストア） 1991年4月～（中部地區限定） 1991年4月～1992年3月
- 森永製 「森永巧克力脆片（日语：森永チョコフレーク）」 電台廣告（在日本放送的節目中）

## 巡迴演唱會
從出道次年開始，進行春季（年初以後）和夏季公演，直至解散。
※除了單項活動之外。
| 名稱                         | 期間                   | 公演數                                | 備註                                                                        |
| ---------------------------- | ---------------------- | ------------------------------------- | --------------------------------------------------------------------------- |
| CoCo首場演唱會               | 1990年1月26日          | 涉谷公會堂 1公演                      | ribbon作為嘉賓出席                                                          |
| CoCo首場演唱會               | 1990年3月21日 —4月7日  | 中野太陽廣場 其他關東6地點7公演       | 追加公演 與涉谷公會堂公演的配置不一樣                                       |
| CoCo夏'90                    | 1990年7月28日 —8月25日 | 中野太陽廣場 其他全國14地點16公演     | 東京公演有在NHK綜合播出                                                     |
| CoCo演唱會'91 春天從CoCo開始 | 1991年1月10日 —1月20日 | 中野太陽廣場 其他全國4地點5公演       |                                                                             |
| CoCo演唱會'91 春天從CoCo開始 | 1991年3月23日 —5月5日  | 中野太陽廣場 其他全國15地點16公演     | 追加公演                                                                    |
| CoCo夏'91                    | 1991年7月22日 —8月31日 | 東京灣NK大廳 其他全國15地點15公演     | NK大廳公演副標題「TOKYO BAY N.K. SPECIAL」                                  |
| CoCo演唱會'92 春天從CoCo開始 | 1992年1月5日 —1月19日  | 東京灣NK大廳 其他全國4地點5公演       |                                                                             |
| CoCo演唱會'92 春天從CoCo開始 | 1992年3月20日 —5月17日 | 日本武道館 其他全國22地點22公演       | 追加公演 瀨能以巡迴最終公演「武道館SPECIAL」從CoCo畢業 該公演有在NHKBS2播出 |
| CoCo夏'92                    | 1992年7月22日 —8月31日 | 中野太陽廣場 其他全國10地點10公演     | 整個行程前後白天公演為三浦、晚上公演為瀨能的個人演唱會                      |
| CoCo演唱會'93 春天從CoCo開始 | 1993年1月7日 —1月24日  | 府中之森藝術劇場 其他全國5地點6公演   |                                                                             |
| CoCo演唱會'93 春天從CoCo開始 | 1993年3月23日 —5月8日  | 東京厚生年金會館 其他全國14地點15公演 | 追加公演                                                                    |
| CoCo夏'93                    | 1993年7月24日 —8月27日 | 東京厚生年金會館 其他全國7地點8公演   | 東京公演瀨能作為嘉賓出席                                                    |
| CoCo演唱會'94 春天從CoCo開始 | 1994年1月6日 —1月23日  | 中野太陽廣場 其他全國6地點6公演       |                                                                             |
| CoCo夏'94 CoCo was CoCo made | 1994年7月25日 —8月21日 | 東京灣NK大廳 其他全國13地點17公演     | 解散前最後一場演唱會，最後一天瀨能作為嘉賓出席 Idol on Stage特集            |

## 寫真集
- 1989年11月28日（富士電視台出版）
- 1990年3月10日（富士電視台出版）
- 1990年10月26日（集英社）
- 《Bonny,Bonnie》1991年3月25日（WANI BOOKS（日语：ワニブックス））
- 《COCO》1992年2月25日（WANI BOOKS）
- 1992年10月28日（學習研究社）
- 《Sweet&Bitter》1994年7月25日（近代電影社（日语：近代映画社））
- 1994年9月27日（學習研究社）

## 腳註

## 相關項目
- ribbon (偶像團體)（日语：ribbon (アイドルグループ)）—繼CoCo之後從乙女塾（日语：乙女塾 (フジテレビ)）出道。
- DoCo（日语：DoCo）—以CoCo為名的戲仿團體。她們和CoCo同時期活躍。
- 伊集院光—在他主持（日本放送）中擔任常駐演出。也經常作為嘉賓上節目。
- 齊藤一美（日语：斉藤一美）—在他主持的中，CoCo解散演唱會的最後演出的情況在第二天的節目中呈現。

## 外部連結
- CoCo｜Pony Canyon （日語）